# Frodo Baggins
Frodo Bolseiro (no original: Frodo Baggins) ou Frodo Underhill é o personagem principal da obra O Senhor dos Anéis de J. R. R. Tolkien. É também mencionado em O Silmarillion - no anexo "Dos Anéis do Poder e Da Terceira Era". É visto como um herói moderno numa epopeia clássica, com características únicas como sendo "vulnerável, limitado e imprevísivel", ou como um arquétipo que em conjunto com Samwise Gamgee e Gollum/Sméagol formam uma "personagem complexa e fascinante".

## Aventura de Frodo emSenhor dos Anéis
Foi um hobbit do Condado que herdou de seu tio Bilbo Bolseiro o Um Anel de Sauron e comprometeu-se à missão de destruí-lo na Montanha da Perdição. Nesta missão, iniciada a 23 de Setembro do ano de 3018, ele vaga com Gandalf, Boromir, Aragorn, Legolas, Gimli, Merry, Pippin e Samwise Gamgee até Caradhras e adentram em  Moria, onde encontram um Balrog, que ao lutar com Gandalf cai nas profundezas da Montanha. Seguiram até Lothlórien onde Frodo encontra Galadriel e olha em sua fonte, onde vê um enigma que só vem a desvendar mais tarde. Frodo e Samwise se separam do resto da comitiva em Amon Hen indo em direção a Mordor onde deveriam jogar o Um Anel na Montanha da Perdição. São guiados por Gollum e ao entrar em Cirith Ungol são atacados por Laracna (Shelob). Depois Frodo é capturado por orcs, mas Sam o salva e juntos destroem o Um Anel. 
No fim da aventura, Frodo - sendo um dos Portadores dos Anéis e graças a um pedido de Arwen Undómiel - pegou o navio élfico que levava Galadriel, Elrond, Gandalf, Bilbo Baggins e outros e partiu para o Antigo Oeste, onde pode ter encontrado alguma paz que acabasse com os efeitos maléficos causados pela posse do Um Anel.

## Anos finais de Frodo
Como está dito em O Silmarillion, as Terras Imortais não fazem daqueles que nelas vivem imortais, mas sim os Valar que ali moram as tornam eternas e sempre belas. Por isso, tanto Frodo quanto Bilbo podem ter morrido depois de um tempo, mas vivendo melhor do que teriam vivido na Terra Média.

## A importância da viagem na vida de Frodo
Frodo Baggins é um viajante "predestinado". Ao herdar o Anel, é como que "obrigado" a percorrer os caminhos do inconsciente e a trocar os pequenos bosques e rios do Shire pelas densas florestas e rios de águas profundas que correm dentro dele próprio. Ele sabe que tal viagem é "uma fuga de perigo em perigo", arrastando-o sempre atrás de si.

Frodo recebe o Anel Soberano no dia em que celebra o seu trigésimo terceiro aniversário, idade que marca, para os Hobbits, o início da vida adulta. Decorrem dezassete anos até que inicie a Viagem. Durante esse período, Frodo começa a sentir-se inquieto, o inconsciente começa a produzir símbolos de mudança que se exprimem nos seus sonhos.

Através do símbolo da montanha, o inconsciente anuncia a Frodo, pela primeira vez, o seu destino: Frodo deve procurar o seu centro, e iniciar a escalada, o caminho para a realização plena.
Tomada a decisão da viagem, Frodo decide abandonar o Shire e adoptar, sob sugestão de Gandalf, o nome de Frodo Underhill pois era de facto  uma descida às profundezas do inconsciente que o pequeno hobbit iniciaria antes da escalada final.